# بيرواش السفلي (آق التين)
بیرواش السفلی (بالفارسية: پیرواش سفلی) هي قرية تقع في إيران في غلستان. يقدر عدد سكانها بـ 4,692 نسمة .